# Arminas Narbekovas
Arminas Narbekovas (ursprünglich russisch Армин Андреевич Нарбеков; * 28. Januar 1965 in Gargždai, damals Sowjetunion) ist ein ehemaliger litauischer Fußballspieler. Der Mittelfeldspieler spielte unter anderem für die sowjetische und die litauische Nationalmannschaft.

## Karriere
Mit 18 Jahren debütierte Narbekovas für FK Žalgiris Vilnius in der Wysschaja Liga, der höchsten Spielklasse der Sowjetunion. 1987 führte er den Verein mit 16 Toren auf den 2. Tabellenplatz, was der größte Ligaerfolg Žalgiris' vor der Unabhängigkeit Litauens war. In der folgenden Saison trat Žalgiris im UEFA-Pokal an und verlor in der 1. Runde gegen FK Austria Wien, Narbekovas' späteren Verein.
Er wurde von 1985 bis 1988 vier Mal in Folge zu Litauens Fußballspieler des Jahres gewählt.
1988 gewann er mit der sowjetischen Nationalmannschaft die Goldmedaille bei den Olympischen Spielen in Seoul. Er spielte jedoch nie in einem offiziellen FIFA-Match für die Sowjetauswahl. 1990 gewann er mit Žalgiris Vilnius die erste Ausgabe der Baltic League.
Nach einer kurzen Zwischenstation bei Lokomotive Moskau wechselte Narbekovas 1990 zu Austria Wien. Mit der Austria wurde er drei Mal in Folge Österreichischer Meister und 1992 und 1994 Pokalsieger. Ab 1995 spielte er für Admira Wacker Mödling sowie verschiedene weitere
unterklassige Klubs in Österreich.
Für die litauische Nationalmannschaft spielte er ab 1990 13 Mal und erzielte dabei sieben Tore. Am 27. Mai 1990 traf Litauen im ersten Spiel nach seiner Unabhängigkeit überhaupt auf Georgien, das ebenfalls gerade erst die Unabhängigkeit erlangt hatte. Die Partie endete 2:2 unentschieden, wobei Narbekovas das erste Tor schoss.
2003 wurde er zum Golden Player Litauens, zum besten litauischen Spieler der letzten 50 Jahre gewählt.
2005 übernahm er das Amt des Präsidenten bei seinem Heimatverein Žalgiris Vilnius. Diesen führte er erfolgreich bis Ende 2007 und verließ ihn, nachdem der Investor verhaftet wurde und der Verein nicht mehr finanziert werden konnte. Vom November 2005 bis November 2006 war er Cheftrainer des Vereins.
Anschließend arbeitet er während seiner Ausbildung zur Uefa A Lizenz als Trainer des Gebietsligavereines SV „Donau“ Langenlebarn in Österreich und von 2010 bis Januar 2012 bei Banga Gargždai in Litauen, mit dem er sich erstmals für den Uefa Cup qualifizierte. Parallel dazu betreute er seit Beginn des Jahres 2010 zusammen mit Raimondas Žutautas die litauische Nationalmannschaft. In der Saison 2012/2013 betreute er den lettischen Erstligisten Spartaks Jūrmala. Momentan ist er Trainer der litauischen U21-Nationalmannschaft und wird als zukünftiger Präsident des litauischen Fußballverbandes gehandelt.

### Erfolge
- Golden Player Litauens
- 4× Litauens Fußballer des Jahres (1985, 1986, 1987, 1988)
- Sieger im Fußball bei den Olympischen Sommerspielen 1988
- 3× Österreichischer Meister (1991, 1992, 1993)
- 2× Österreichischer Pokalsieger (1992, 1994)
- 1× Gewinn der Baltic League (1990)

## Familie
Sein gleichnamiger Sohn Arminas Narbekovas Jr. ist ebenfalls aktiver Fußballspieler und spielte unter anderem bereits für die Amateure des FK Austria Wien, das FAC Team für Wien, die Gersthofer SV, die Amateure des FC Admira Wacker Mödling.